# آبداغوئية (أمجز)
آبداغوئیة (بالفارسية: آبداغوئیه) هي قرية تقع في إيران في Amjaz Rural District.